# Perstjärnen, Västergötland
Perstjärnen är en sjö i Marks kommun i Västergötland och ingår i Viskans huvudavrinningsområde.